# ضربة الذيل

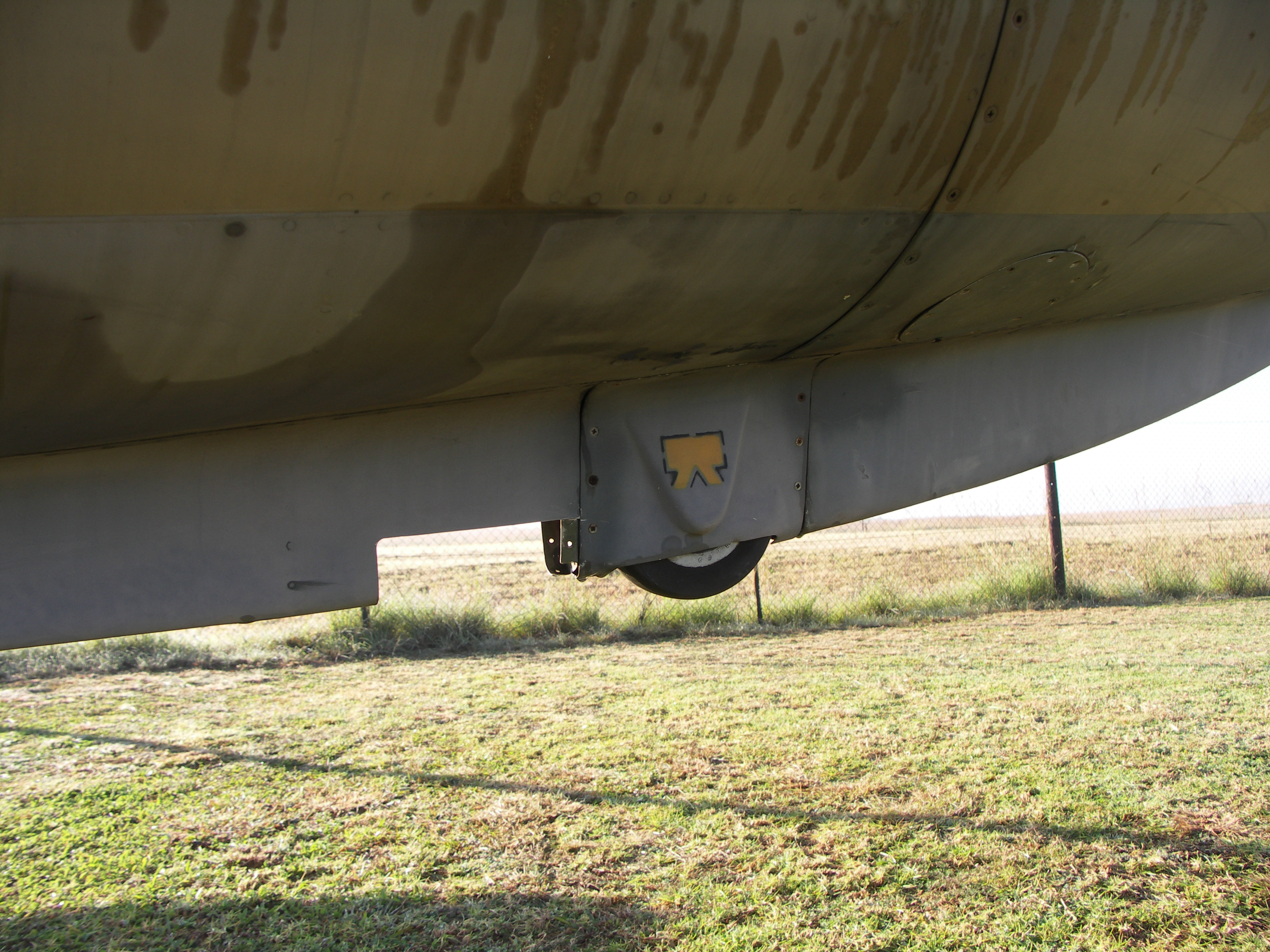
عجلة خلفية على إرماتشي MB-326 لتقليل الضرر الناجم عن ضربة الذيل

في الطيران، ضربة الذيل (tailstrike أو tail strike) تحدث عندما يضرب ذيل أو مجموعة ذيل الطائرة الأرض أو أي جسم ثابت آخر. يمكن أن يحدث هذا مع طائرة ذات جناح ثابت مع مجموعة عجلات ثلاثية، في كلتا الحالتين: الإقلاع عندما يقوم الطيار بتدوير مقدمة الطائرة بسرعة كبيرة جدًا، أو عند الهبوط حيث يرفع الطيار مقدمة الطائرة بحدة أثناء الاقتراب النهائي، غالبًا في محاولة للهبوط بالقرب جدًا من المدرج عتبة. يمكن أن يحدث أيضًا أثناء عمليات الهليكوبتر بالقرب من الأرض، عندما يصطدم الذيل عن غير قصد بعقبة.

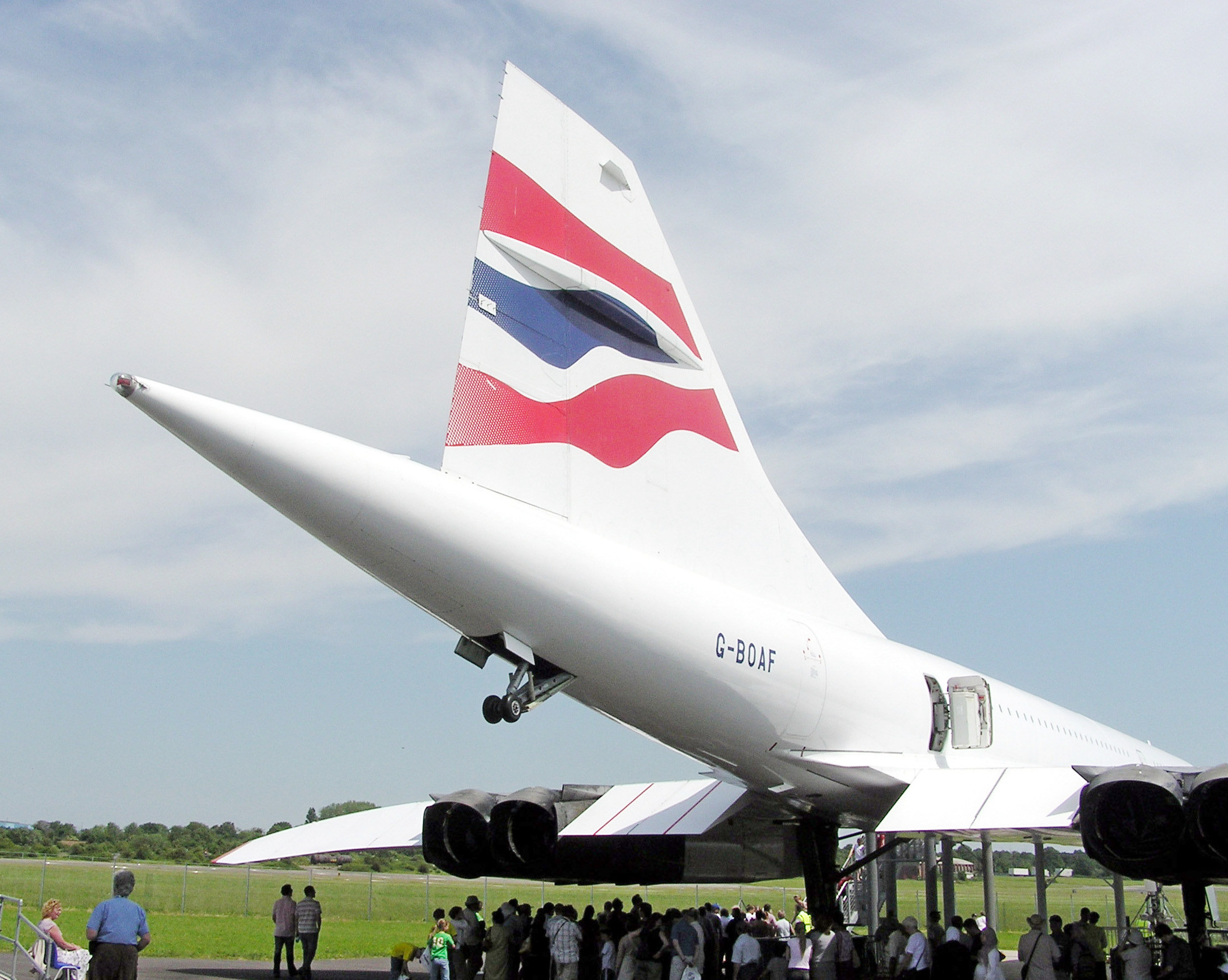
المصد الخلفي لطائرة كونكورد (G-BOAF) في فيلتون، بريستول

حادث اصطدام الذيل البسيط قد لا يكون خطيرًا في حد ذاته، ولكن قد تكون الطائرة تعرضت لتلف ويجب فحصها وإصلاحها بدقة إذا كان يجب تجنب وقوع حادث أكثر كارثية في وقت لاحق من عمرها التشغيلي.

## تدابير الحماية
الطائرات ذات الأجنحة الثابتة ذات الذيل التقليدي وذاتعجلات الهبوط الثلاثية معرضة لصدمات الذيل. تلك التي تتطلب زاوية هجوم عالية عند الإقلاع أو الهبوط هي كذلك بشكل خاص. قد يتم تزويدهم بجهاز حماية مثل العجلة الخلفية الصغيرة كتلك المستخدمة في طائرات كونكورد وساب دراكن) أو «كامحة ذيل» (tailskid) كالمستخدمة في دايموند (DA20)، أو مصد خلفي مقوى. قد يكون الجهاز ثابتًا أو قابلًا للسحب.

## إدارة الحوادث
نادرًا ما تكون حوادث ضربات الذيل خطيرة في حد ذاتها، ولكن يجب فحص الطائرة بدقة وقد تكون الإصلاحات صعبة ومكلفة إذا كان الضرر أمتد إلى هيكل الضغط. من المعروف أن عمليات التفتيش غير الكافية والإصلاحات غير الصحيحة لهيكل الطائرة التالف بعد اصطدام ذيل يتسبب في حدوث عطل هيكلي كارثي بعد فترة طويلة من حادثة اصطدام الذيل بعد دورات ضغط متعددة.

## أمثلة بارزةعلى ضربات الذيل
- رحلة طيران الإمارات 407، ضربة ذيل بسبب قلة الدفع عند الإقلاع.
- كيه إل إم الرحلة 4805، ضربة ذيل شديدة أثناء محاولتها تجنب الاصطدام في كارثة مطار تينيريفي.[6]
- رحلة الخطوط الجوية اليابانية 123، إصلاحات غير مناسبة لضربة ذيل سابقة عند الهبوط، مما أدى، بعد سبع سنوات، إلى فشل هيكلي كارثي و 520 حالة وفاة - وهو أكثر حادث لطائرة واحدة دموية في تاريخ الطيران.[7]
- رحلة الخطوط الجوية الصينية رقم 611، إصلاحات غير صحيحة لضربة ذيل عند الهبوط، مما أدى إلى فشل كارثي بعد اثنين وعشرين عامًا.
- رحلة طيران الشرق الأوسط 304، ضربت ذيلها عند هبوطها في مطار القاهرة الدولي.

## روابط خارجية
- Tailstrike أثناء الإقلاع ، Jetphotos.net